# Berg (Taunus)

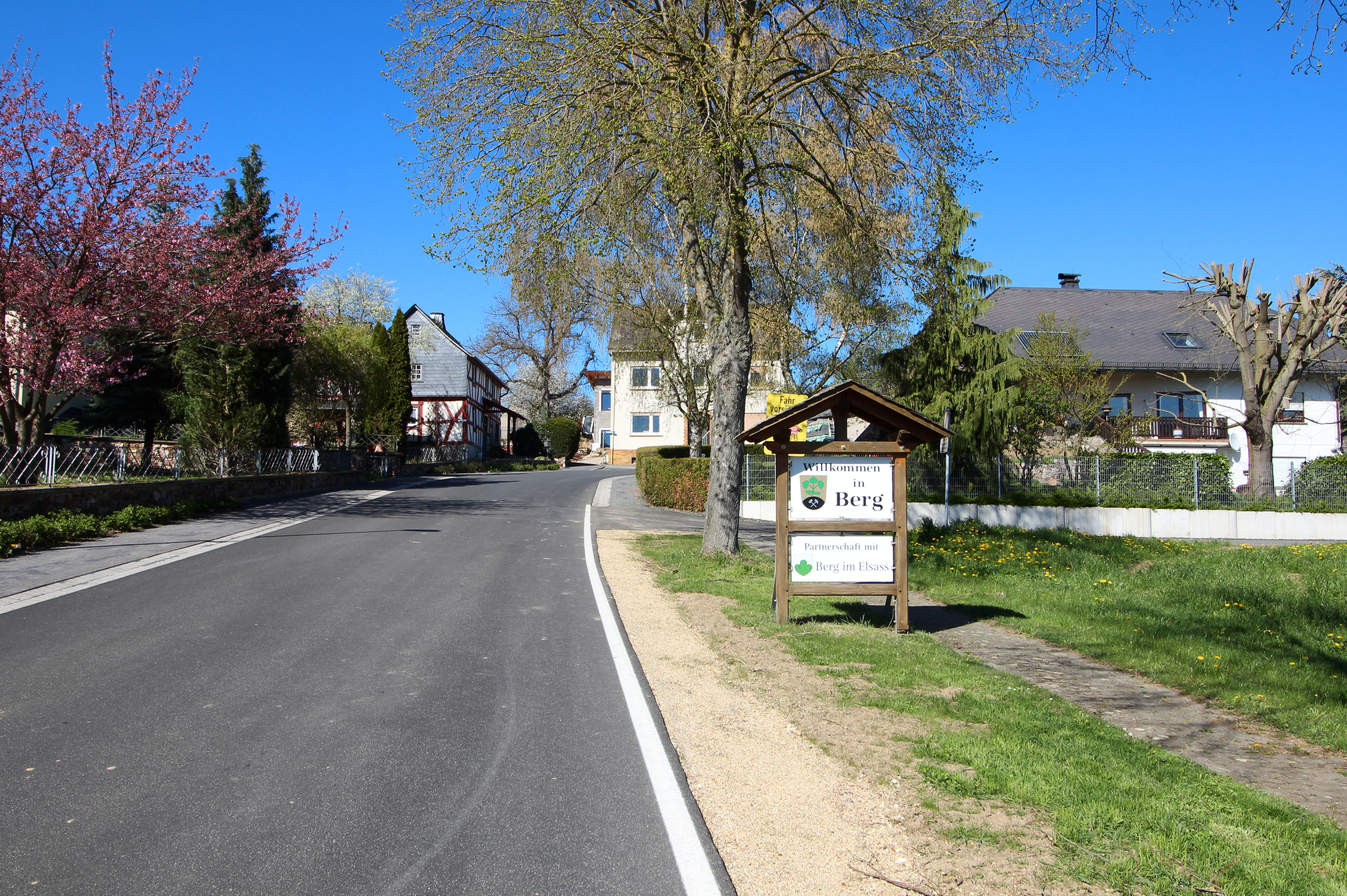
Ansicht von Berg

Berg ist eine Ortsgemeinde im Rhein-Lahn-Kreis in Rheinland-Pfalz. Sie gehört der Verbandsgemeinde Nastätten an.

## Geographie
Berg liegt im Taunus (westlicher Hintertaunus) im Blauen Ländchen zwischen Nastätten und Nassau. Zur Gemeinde Berg gehören auch die Wohnplätze Rauschenmühle und Steegsmühle.

## Geschichte
Erstmals urkundlich erwähnt wurde Berg 1260, als die Grafschaft Katzenelnbogen unter den Brüdern Diether V. und Eberhard I. geteilt wurde. Berg gehörte zum „Vierherrischen Gericht“ auf dem Einrich. Im Jahr 1538 wurde die Reformation eingeführt. Das Vierherrischen Gericht wurde 1647 aufgeteilt. Das Kirchspiel Marienfels, zu dem Berg gehörte, wurde dem Quartier Nassau-Diez zugeordnet. 1774 wurde das Vierherrische Gericht endgültig aufgelöst, danach war Berg bis 1806 gemeinsamer Besitz von Nassau-Usingen und Nassau-Diez. Von 1806 bis 1866 gehörte der Ort zum Herzogtum Nassau (Amt Nastätten), danach zum Königreich Preußen (Provinz Hessen-Nassau, Kreis Sankt Goarshausen).
Nach dem Ende des Ersten Weltkrieges wurde der Ort der im Rahmen der Alliierten Rheinlandbesetzung bis 1929 von französischen Soldaten besetzt.
Der Ort wurde am 27./28. März 1945 von amerikanischen Truppen eingenommen. Der Ort gehörte auch nach dem Zweiten Weltkrieg der französischen Besatzungszone an. Seit 1946 gehört Berg zum neugegründeten Bundesland Rheinland-Pfalz, seit 1969 zum Rhein-Lahn-Kreis und seit 1972 zur Verbandsgemeinde Nastätten.
Die Steegsmühle wird im Jahr 1436 erstmals erwähnt und ist damit eine der ältesten Mühlen in der Region. Die erste Erwähnung von Bergbau in der heutigen Bemarkung von Berg stammt aus dem Jahr 1582. Eisenerz, Blei, Silber und Gold wurden dort abgebaut. 1685 erfolgte die Ergänzung um eine Schmiede, eine Schmelzhütte und ein Wehr zur Wasserkraftnutzung. Die Metallverarbeitung wurde offenbar kurz darauf eingestellt. Die 1590 erbaute Rauschenmühle nutzte offenbar die Gebäude und das Wehr.
Bevölkerungsentwicklung
Die Entwicklung der Einwohnerzahl der Gemeinde Berg, die Werte von 1871 bis 1987 beruhen auf Volkszählungen:
| Jahr | Einwohner       |
| ---- | --------------- |
| 1526 | 10 Feuerstätten |
| 1583 | 18 Hausgesesse  |
| 1601 | 11 Haushalte    |
| 1648 | 4 Familien      |
| 1681 | 40              |
| 1771 | 23 Hausgesesse  |
| 1815 | 155             |

| Jahr | Einwohner |
| ---- | --------- |
| 1835 | 170       |
| 1871 | 169       |
| 1905 | 173       |
| 1939 | 190       |
| 1950 | 188       |
| 1961 | 155       |
| 1970 | 162       |

| Jahr | Einwohner |
| ---- | --------- |
| 1987 | 172       |
| 1997 | 210       |
| 2005 | 241       |
| 2011 | 248       |
| 2017 | 247       |
| 2023 | 250       |

## Politik

### Gemeinderat
Der Gemeinderat in Berg besteht aus sechs Ratsmitgliedern, die bei der Kommunalwahl am 9. Juni 2024 in einer Mehrheitswahl gewählt wurden, und dem ehrenamtlichen Ortsbürgermeister als Vorsitzendem.

### Bürgermeister
Ortsbürgermeister von Berg ist Heiko Singhof. Bei der Direktwahl am 26. Mai 2019 wurde er mit einem Stimmenanteil von 93,25 % wiedergewählt. Bei der Direktwahl am 9. Juni 2024 wurde er mit 91,4 % der Stimmen ohne Gegenkandidat erneut für weitere fünf Jahre in seinem Amt bestätigt.

### Gemeindepartnerschaft
- Berg im Elsass seit 1996